# Dactylostega spissimuralis
Dactylostega spissimuralis är en mossdjursart som först beskrevs av Hayami 1975.  Dactylostega spissimuralis ingår i släktet Dactylostega och familjen Calloporidae. Inga underarter finns listade i Catalogue of Life.